# 3682 Welther
3682 Welther è un asteroide della fascia principale del diametro medio di circa 19,32 km. Scoperto nel 1923, presenta un'orbita caratterizzata da un semiasse maggiore pari a 2,7548999 UA e da un'eccentricità di 0,3220621, inclinata di 13,56887° rispetto all'eclittica.